# Stockholms domkyrkoförsamling
Stockholms domkyrkoförsamling är en församling i Domkyrkokontraktet i Stockholms stift. Församlingen ligger i Stockholms kommun i Stockholms län. Församlingen utgör ett eget pastorat.
Församlingen ligger i Stockholms innerstad inom stadsdelarna Gamla stan och Norrmalm.

## Administrativ historik
Den nuvarande församlingen bildades 1989 genom sammanläggning av Storkyrkoförsamlingen, Klara församling och Jakobs församling, och fick samtidigt namnet Stockholms Domkyrkoförsamling..

## Kyrkor
- Storkyrkan
- Sankta Clara kyrka
- Sankt Jacobs kyrka

## Series pastorum
Församlingens kyrkoherde är domprosten i Stockholms stift.

## Domkyrkoorganister
| Verksam   | Namn            | Levnadstid | Övrigt                  |
| --------- | --------------- | ---------- | ----------------------- |
| 1980–2011 | Gustaf Sjökvist | 1943-2015  | Se tidigare församling. |
| Från 2011 | Mattias Wager   | 1967-      |                         |